# Pátio Sunnyside

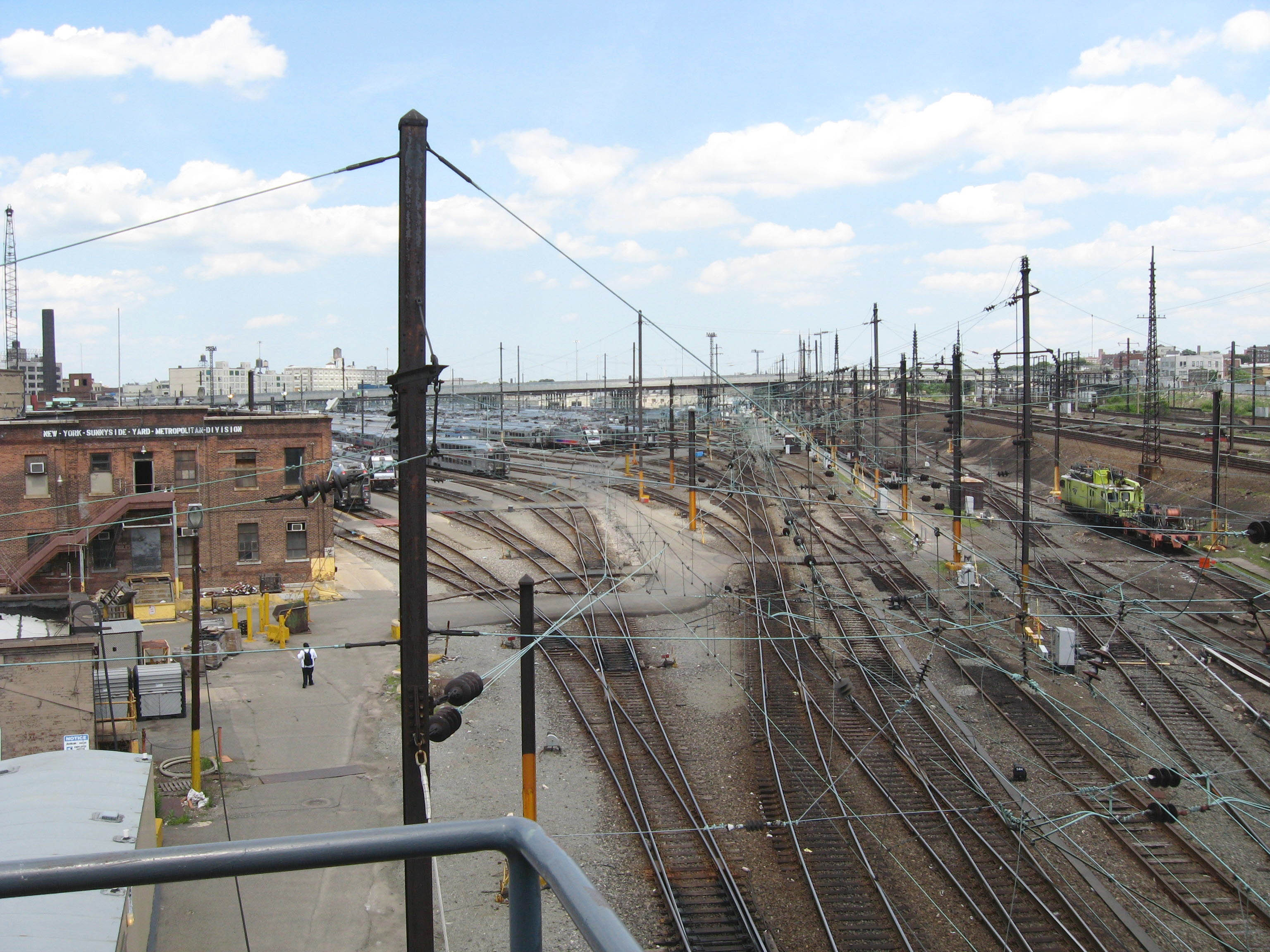
Vista do pátio pelo Queens Boulevard

O pátio Sunnyside é um grande pátio ferroviário para vagões de passageiros, em Sunnyside, Queens, na cidade de Nova Iorque.

## História
A Pennsylvania Railroad (PRR) concluiu a construção do pátio em 1910.:93 Naquela época, Sunnyside era o maior pátio de vagões do mundo, ocupando 192 acre (0,777 km²) e com 41,4 km de trilhos.:76 O pátio serviu como a principal instalação de armazenamento de trens e ponto de serviço para trens da PRR para Nova Iorque. Ele está conectado à Penn Station em Midtown Manhattan por meio dos túneis do rio East. O pátio norte tinha inicialmente 45 trilhos com capacidade para 526 vagões. O pátio sul tinha 45 trilhos com capacidade para 552 vagões.:93

## Planos

### Projeto East Side Access
Os planos para o projeto East Side Access para o Grand Central Terminal preveem que alguns trens da LIRR se desviem da linha principal e percorram um túnel sob o pátio. O projeto também criaria uma nova estação no Queens Boulevard, chamada Sunnyside.

### Intertravamento Harold
Em maio de 2011, um financiamento federal de 294,7  milhões de dólares foi concedido para lidar com o congestionamento no intertravamento Harold, o entroncamento ferroviário mais movimentado dos Estados Unidos, parte do pátio. A obra possibilitará trilhos exclusivos para a linha Hell Gate para trens da Amtrak que chegam ou com destino à Nova Inglaterra, evitando assim o tráfego da NJT e da LIRR.

### Complexo habitacional
Em 2017, foi anunciado que a cidade iniciaria um estudo de viabilidade para a construção de 21.000 a 31.000 unidades habitacionais no topo do pátio ferroviário. O projeto, que seria semelhante ao complexo Hudson Yards sobre o pátio West Side, gerou polêmica em meio ao público concernente ao preço das unidades, conexões de pedestres e estradas, espaços aberto e sobre uma instalação de substâncias tóxicas nas proximidades. No início de 2020, a Amtrak e o governo municipal publicaram um plano que previa a construção de uma plataforma sobre pátio e a construção de 12.000 unidades habitacionais, todas com preços acessíveis, bem como 60 acres (24 ha) de parques e praças públicas.